# Neobisium maritimum
Neobisium maritimum is een bastaardschorpioenensoort uit de familie van de Neobisiidae. De wetenschappelijke naam van de soort is voor het eerst geldig gepubliceerd in 1817 door Leach.

## Kenmerken
De lichaamslengte van deze bastaardschorpioen varieert van 3 tot 3,5 cm.

## Verspreiding en leefgebied
Deze soort komt voor langs de kusten van Frankrijk, Engeland en Ierland in rotsspleten en onder stenen.